# Matsudaira (Katahara)

Wappen der Katahara

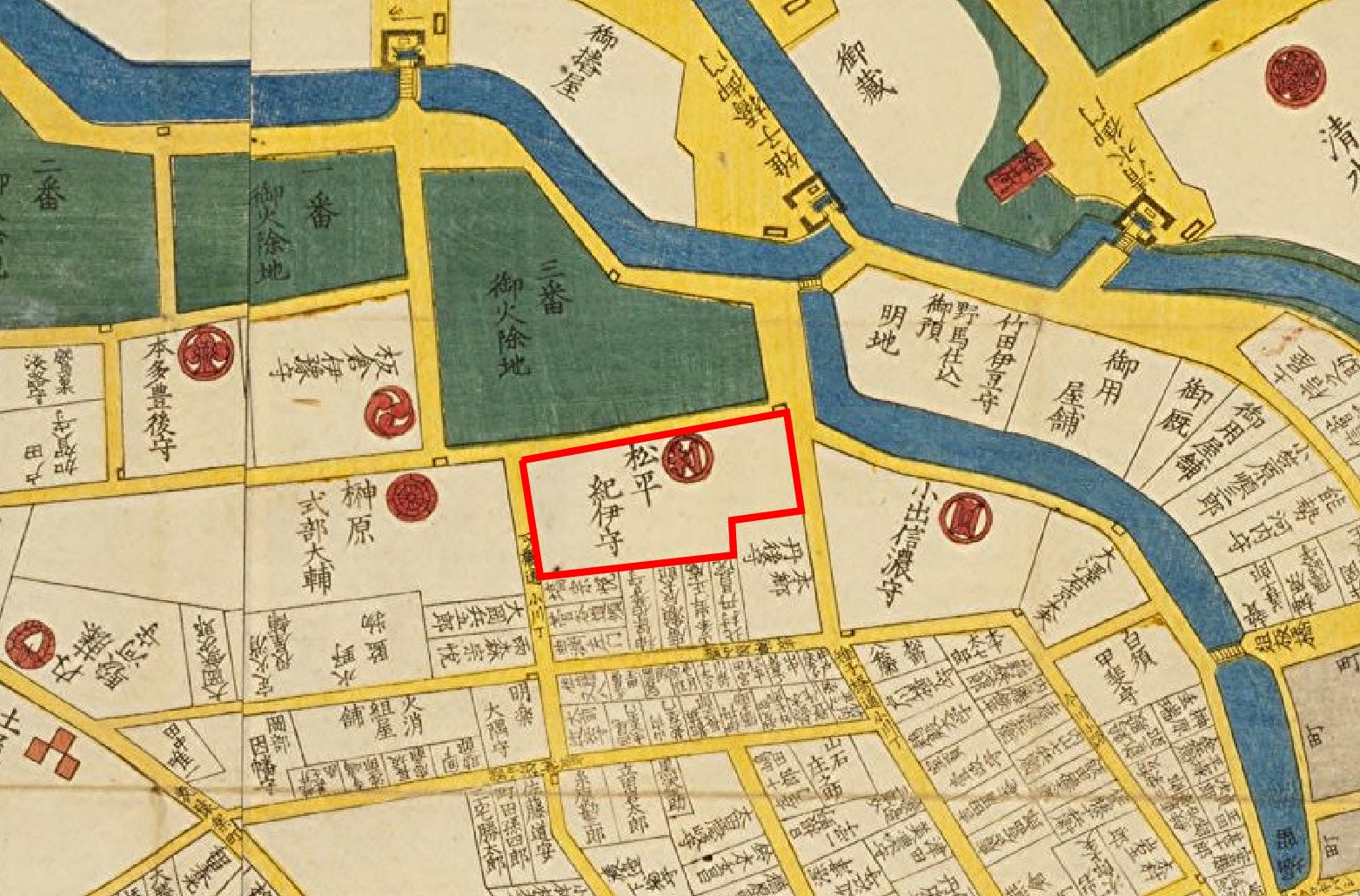
Katahara-Residenz in Edo

Die Katahara-Matsudaira (japanisch 形原松平家, Katahara-Matsudaira-ke) waren eine Familie des japanischen Schwertadels (Buke), die sich von Okitsugu, Matsudaira Nobumitsus Sohn, ableitete. Okitsugu hatte sich in Katahara (Provinz Mikawa) niedergelassen und diesen Namen angenommen. Mit einem Einkommen von 50.000 Koku gehörten die zuletzt in Kameyama (Präfektur Kyōto) residierenden Katahara zu den größeren Fudai-Daimyō der Edo-Zeit.

## Genealogie
- Ietada (家忠; 1547–1582) nahm an den Feldzügen Tokugawa Ieyasus teil.
- Ienobu (家信; 1569–1638) zog 1619 von Katahara nach Takatsuki (Settsu) mit einem Einkommen von 25.000 Koku um und dann, im Jahr 1635, nach Sakura (Shimousa) mit 35.000 Koku.
- Yasunobu (泰信; 1600–1682) zog zurück nach Takatsuki, dann wurde er 1649 nach Sasayama (Tamba) mit 50.000 Koku versetzt. Seine Nachkommen residierten dann von 1748 bis 1868 in Kameyama (Tamba) mit 50.000 Koku. Danach Vizegraf.